# Кукла-фонограф Эдисона

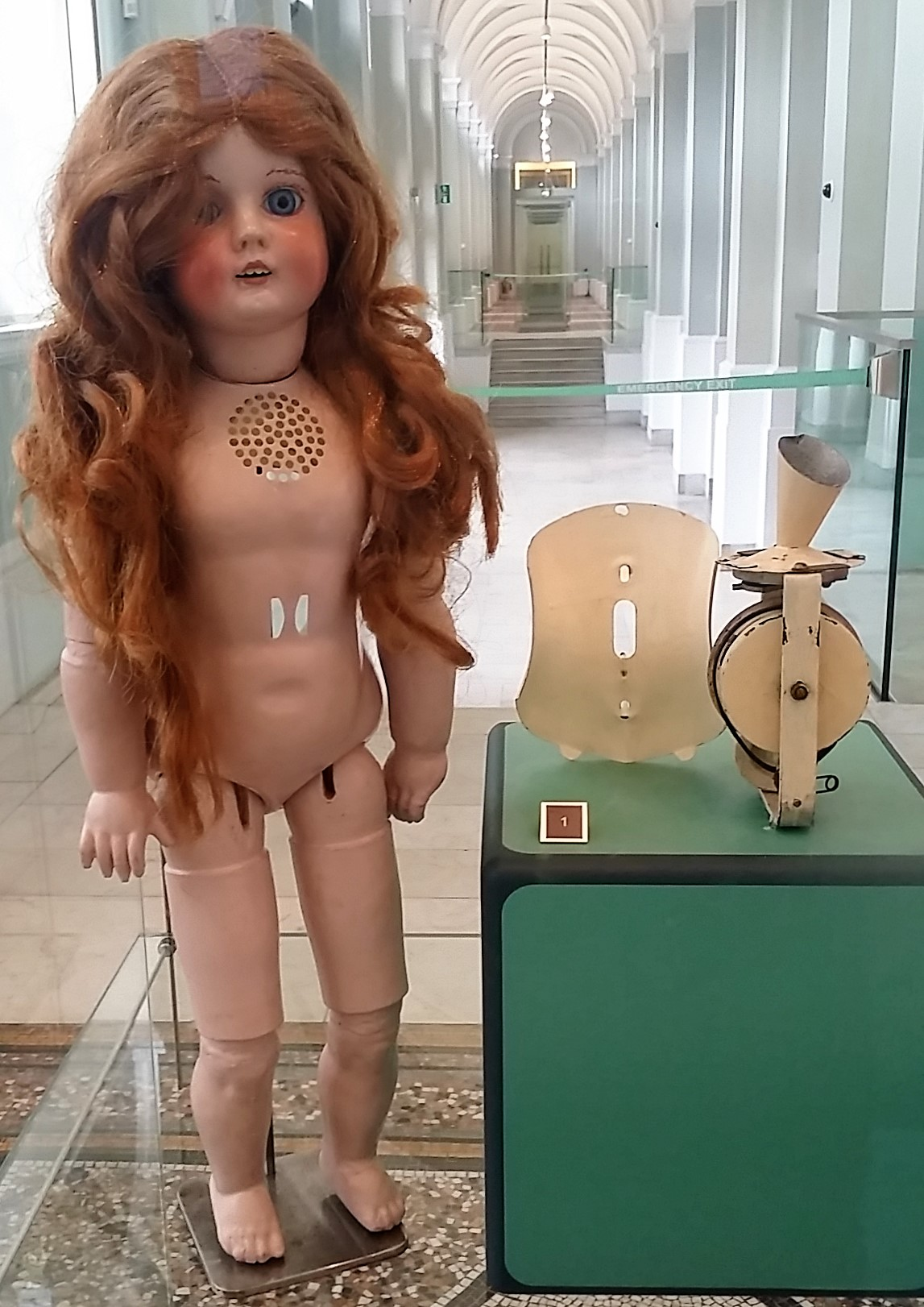
Пример куклы фонографа Эдисона, 1890 год. Механизм фонографа, размещённый в корпусе, вынут и выставлен рядом

Фонографическая кукла Эдисона — детская игрушечная кукла, разработанная компанией Edison Phonograph Toy Manufacturing Company (основанной Уильямом У. Жаком и Лоуэллом Бриггсом в 1887 году) и представленная в 1890 году. Оригинальная кукла была изобретена Томасом Эдисоном в 1877 году. 22-дюймовая кукла оснащена миниатюрным съемным фонографом, который проигрывал одну детскую песенку. Хотя на эксперименты и разработку куклы было потрачено несколько лет, её продажи провалились: в начале 1890 года она продавалась всего несколько недель. Каждый раз приходилось крутить ручку, чтобы она заиграла. Кроме того, кольцеобразные восковые пластинки быстро изнашивались и были склонны к растрескиванию и деформации. Сообщалось также, что многие дети (и некоторые взрослые) находили куклы и записи пугающими.
В 2015 году Национальная лаборатория Лоуренса Беркли в сотрудничестве с Библиотекой Конгресса разработала систему трехмерного оптического сканирования под названием IRENE-3D, которая позволила отсканировать уцелевшие диски и воспроизвести звук. По состоянию на апрель 2015 года восемь записей были оцифрованы, и их можно прослушать на веб-сайте Службы национальных парков США.

## Галерея
- Twinkle, twinkle little star (1888)
- Hickory Dickory (1889)
- Twinkle, twinkle little star (1890)
- There was a little girl (1890)
- Twinkle, twinkle little star (1891)
- Little Jack Horner (1890)
- Now I lay me down to sleep (1890)
- Jack and Jill (1890)